# Valore alpino
Il Valore alpino, noto anche con il nome di Trentatré e Inno degli Alpini, è la marcia d'ordinanza delle truppe da montagna dell'Esercito Italiano.
La melodia trae ispirazione dal brano Fiers Alpins di Henry Helme con testo scritto da Alfred d'Estel, armonizzato e arrangiato da Dominique Trave. Il testo del brano è opera di Camillo Fabiano, originario di Susa, mentre la musica di Eugenio Palazzi.
Le prime edizioni conosciute sono state pubblicate alcuni anni prima dello scoppio della Grande guerra.